# William Trousdale
William Trousdale (23 de setembro de 1790 – 27 de março de 1872) foi um político e militar americano. Ele foi o 13º governador do Tennessee com mandato de 1849 até 1851. Também foi Ministro dos Estados Unidos para o Brasil de 1853 a 1857. Lutou sob o comando de Andrew Jackson na guerra Creek (contra os índios), na Guerra anglo-americana de 1812, na segunda guerra Seminole (contra os índios) e comandou a 14ª infantaria dos Estados Unidos na Guerra Mexicano-Americana. Suas façanhas militares lhe renderam o apelido de "Cavalo de guerra do Condado de Sumner".

## Início de vida
Trousdale nasceu no Condado de Orange, Carolina do Norte, filho de James e Elizabeth Dobbins Trousdale. Seu pai era descendente de escoceses e irlandeses tendo servido no Exército Continental durante a revolução americana. Seu pai recebeu uma concessão de terras como pagamento pelos préstimos na revolução e usou esta concessão para adquirir grandes áreas de terra no Condado de Sumner, Tennessee. A família mudou-se para este local em 1796. Em 1801 a família doou parte de suas terras para a criação de um nova sede para o Condado de Sumner, que foi nomeado Gallatin. Trousdale frequentou escolas públicas e estudou com um tutor, o reverendo Gideon Blackburn.

## Serviço militar e os primeiros esforços políticos
Trousdale integrou o grupamento montado de atiradores do Capitão William Edwards em 1812. Quando esta Companhia foi posta em serviço durante a guerra Creek (aos índios) no ano seguinte, Trousdale foi promovido para tenente. A Companhia participou de ações na batalha de Tallushatchee e a batalha de Talladega antes de regressar para casa.
No Verão de 1814, depois de alguns meses em casa, Trousdale juntou-se uma Companhia da milícia formada pelo tenente-coronel George Elliott. Esta Companhia juntou-se para a invasão da Flórida por Andrew Jackson mais tarde naquele ano. Na batalha de Pensacola (envolvia índios, ingleses e espanhóis), em novembro de 1814, Trousdale participou de uma missão que capturou vários canhões no primeiro dia de luta. Ele se ofereceu para lutar na primeira linha de soldados para atacar o forte San Miguel, mas o forte se rendeu antes que o ataque ocorresse.

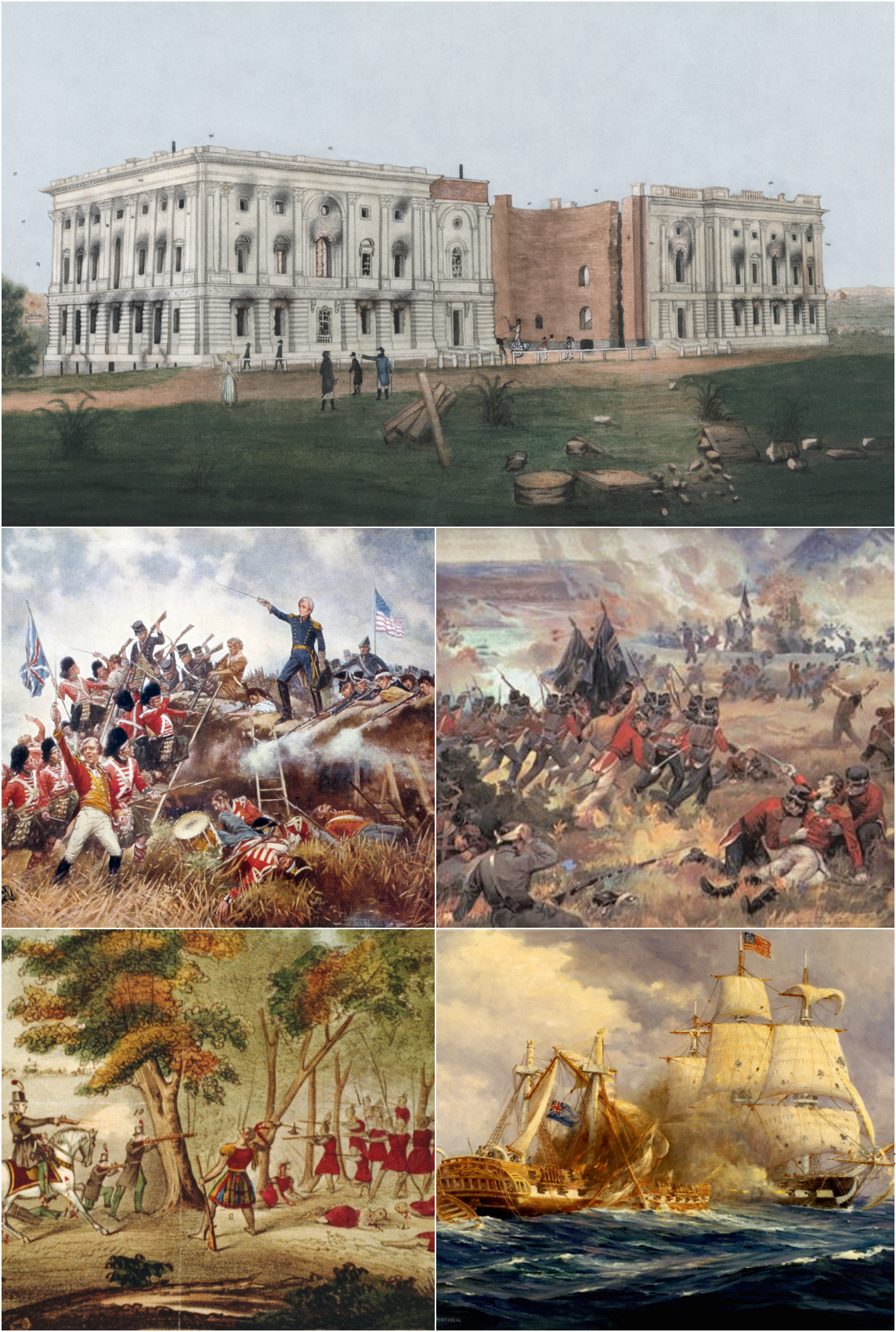
Retratos da Guerra anglo-americana de 1812

Após a captura de Pensacola, o grupo de Trousdale apressou-se em direção ao oeste com as forças de Jackson para defender Nova Orleans de uma iminente invasão britânica. Eles chegaram à cidade em dezembro de 1814, e Trousdale participou de uma série de troca de tiros e confrontos noturnos contra os britânicos no dia 23 de dezembro, 27 de dezembro e 1 de Janeiro de 1815. Ele lutou na decisiva batalha de Nova Orleans em 8 de janeiro de 1815.
Depois da guerra, Trousdale voltou para casa e estudou direito. Ele foi admitido para advocacia em 1820 e iniciou a profissão no Condado de Sumner. Ele disputou sem sucesso para Congresso em 1827 e 1829 e serviu na câmara de vereadores de Gallatin de 1831 a 1835. Ele foi eleito para o Senado de Tennessee, de 1835 até o ano seguinte.
Com o início da segunda guerra Seminole em 1836, Trousdale formou sua própria companhia e foi condecorado como o coronel do 2º Regimento da 1ª Brigada. Seu Regimento tomou parte em vários combates e ajudou derrotar as forças Seminole na batalha de Wahoo Swamp em novembro de 1836.
Em 1837, Trousdale mais uma vez disputou para o Congresso pelo 6º distrito, mas perdeu para William B. Campbell, seu antigo subordinado na guerra Seminole e seu futuro adversário para governador. Ele disputou novamente em 1839 e 1845, mas sendo um democrata em um distrito predominantemente Whig, ele nunca foi bem sucedido. Trousdale fez campanha para o mal-sucedido candidato presidencial democrata, Martin Van Buren, em 1840.
Durante a Guerra Mexicano-Americana, Trousdale ingressou no exército no posto de coronel e comandou o 14º Regimento de infantaria. Este Regimento desembarcou em Veracruz em 13 de junho de 1847 e foi colocado sob o 3ª Divisão do General Gideon Pillow. Forças do Trousdale foram vinculadas com forças de Winfield Scott em 8 de julho e começaram a marcha para o interior, para a Cidade do México. Trousdale tomou parte na batalha de Contreras e a batalha de Churubusco no dia 20 de agosto e foi ferido no ombro, enquanto combatia na batalha de Molino del Rey, em 8 de setembro. Trousdale comandou dois regimentos (14º e 11º) e uma bateria de artilharia na batalha de Chapultepec em 13 de setembro. Durante esta batalha, seu braço direito foi ferido pelo fogo inimigo, mas ele continuou lutando e conseguiu efetuar uma missão que capturou um canhão inimigo. Por suas ações em Chapultepec, Trousdale foi promovido a brigadeiro-general, pelo presidente James K. Polk, em 23 de agosto de 1848.

## Governador e os esforços políticos posteriores
Em 1849 Trousdale recebeu a indicação democrata para governador. Seu adversário do partido Whig, Neill S. Brown, se opôs à Guerra Mexicano-Americana e estava lutando em facções sobre a questão da escravidão no partido Whig nacional. Trousdale, por outro lado, aumentava o favoritismo pela popularidade de seu serviço na guerra. Como resultado, Trousdale venceu Brown por 1.400 votos nas eleições gerais.
Na campanha de reeleição de Trousdale em 1851, seu adversário foi William B. Campbell, um herói e companheiro na guerra mexicano-americana, que tinha servido sob Trousdale na segunda guerra do Seminole e havia derrotado Trousdale para representar o 6º distrito congressional em 1837 e 1839. Como Brown em 1849, a campanha de Trousdale foi prejudicada pelas ações de seu próprio partido. Na Convenção de Nashville, em 1850, que tinha indicado Trousdale, os Democratas do Sul partidários da secessão entendiam que os Estados Unidos deveriam implementar o Proviso de Wilmot, proibindo a escravidão no território adquirido como resultado da Guerra Mexicano-Americana. A secessão era impopular no Tennessee, na época, e após uma campanha relativamente digna, Campbell derrotou Trousdale por 1.500 votos.
Em 1853, Trousdale foi nomeado "enviado extraordinário e Ministro plenipotenciário" para o Brasil pelo Presidente Franklin Pierce. Ele chegou ao Rio de Janeiro a julho em 1853 e ficou até 1857. Ele passou grande parte de seu mandato defendendo a abertura do Rio Amazonas ao comércio internacional.

## Últimos anos
Após retornar ao Condado de Sumner, Trousdale passou a exercer advocacia em definitivo. Ele era constantemente adoecido por reumatismo, criando dificuldades físicas que o impediam de tomar parte na vida pública, bem como de servir na Guerra Civil na década de 1860. Ele, no entanto, apoiou a Confederação e se recusou a tomar o juramento de lealdade aos Estados Unidos, mesmo quando os soldados da União ocuparam a sua casa.

## Família, morte e legado
Em 1827 casou com Mary Ann Bugg Trousdale. O casal teve sete filhos.
Trousdale morreu em 27 de março de 1872 e foi enterrado no cemitério da cidade de Gallatin, Tennessee.
No estado norte-americano do Tennessee, o Condado de Trousdale foi assim nomeado em sua homenagem. A sua residência de família, Federal-style "Trousdale Place", localizada próximo a Praça da cidade de Gallatin, é um local histórico preservado desde 1900.

## Fonte da tradução
- Este artigo foi inicialmente traduzido, total ou parcialmente, do artigo da Wikipédia em inglês cujo título é «William Trousdale».